# Stanisław Salmonowicz
Stanisław Antoni Salmonowicz (ur. 9 listopada 1931 w Brześciu nad Bugiem, zm. 24 maja 2022 w Toruniu) – polski historyk prawa i administracji specjalizujący się w historii nowożytnej, profesor nauk prawnych.

## Życiorys
Pochodził z rodziny Salmonowiczów herbu Orla/Saszor. W 1950 roku ukończył II Liceum Ogólnokształcące im. Króla Jana III Sobieskiego w Krakowie i podjął studia prawnicze na Uniwersytecie Jagiellońskim. Specjalizował się w historii prawa, wśród jego wykładowców byli Michał Patkaniowski i Adam Vetulani. Po ukończeniu studiów, w 1954 roku podjął pracę w Sądzie Wojewódzkim Krakowa, gdzie odbywał aplikację sędziowską. W latach 1955–1956 pracował jako sędzia.
W 1960 roku uzyskał, na Uniwersytecie Warszawskim stopień doktora nauk prawnych. Tematem jego rozprawy był K.B. Steiner, toruński prawnik i historyk (1746–1814), a promotorem Karol Koranyi. W tym samym roku został zatrudniony jako adiunkt w Katedrze Powszechnej Historii Państwa i Prawa Wydziału Prawa Uniwersytetu Jagiellońskiego. Tam, w 1966 roku, uzyskał, na podstawie rozprawy Prawo karne oświeconego absolutyzmu, stopień doktora habilitowanego nauk prawnych.
Od 1966 roku pracował na Uniwersytecie Mikołaja Kopernika w Toruniu. Kierował tam Katedrą Państwa i Prawa Polskiego. W latach 1969–1970 pełnił stanowisko prodziekana Wydziału Prawa i Administracji. W 1970 roku został odwołany ze stanowiska dziekana, a także aresztowany za działalność opozycyjną. Przez cztery miesiące przebywał w areszcie śledczym, po czym został zwolniony z uczelni. W 1972 roku zatrudnił się w Instytucie Historii PAN, gdzie pracował do 2003 roku, m.in. jako kierownik Zakładu Historii Pomorza i Krajów Bałtyckich.
W 1981 roku wrócił na UMK, gdzie objął stanowisko kierownika Zakładu Dawnego Prawa Niemieckiego, a potem Katedry Historii Prawa Niemieckiego. W 1983 roku otrzymał tytuł profesora nadzwyczajnego w Instytucie Historii PAN, a w 1989 roku tytuł profesora zwyczajnego nauk prawnych.
Współpracował też ze Szkołą Wyższą im. Pawła Włodkowica w Płocku oraz Kujawsko-Pomorską Szkołą Wyższą w Bydgoszczy. W 1991 roku kandydował na senatora w województwie toruńskim z ramienia Unii Demokratycznej.
Stanisław Salmonowicz przez lata, od 22 stycznia 1964 do co najmniej 1983, był kontrolowany przez SB, najpierw był rozpracowywany w ramach sprawy operacyjnej „Stypendysta”, a później w ramach sprawy operacyjnego rozpracowania (Kwestionariusz Ewidencyjny pod Kryptonim „Pewnik”), w związku z „podejrzeniem o zbieranie, opracowywanie i przekazywanie do rozgłośni RWE informacji o stosunkach społeczno-politycznych i gospodarczych w PRL” i tym że „W okresie istotnych wydarzeń w kraju szkalował politykę partii i rządu PRL”. 26 września 1970 został aresztowany, jako podejrzewany o „wejście w porozumienie z przedstawicielami radia »Wolna Europa«” w okresie od maja do 25 września 1970 r. Prokuratura Wojewódzka dla miasta stołecznego Warszawy umorzyła śledztwo wobec „nie wykrycia sprawców przestępstwa”. Dwa lata później toczyło się kolejne śledztwo, w którym był podejrzany o „wejście w porozumienie z przedstawicielami Radia „Wolna Europa” na terenie Warszawy, Wiednia i Paryża, w celu działalności na szkodę Państwa Polskiego. W ramach tego porozumienia przekazywał tej rozgłośni informacje zawierające fałszywe wiadomości o stosunkach społeczno-politycznych i gospodarczych w Polsce, opublikowane następnie przez RWE”. W 1972 Stanisław Salmonowicz był rozpracowywany w ramach sprawy operacyjnej o kryptonimie „Ruch”. W latach 1968–1970 i 1975–1977 miał zakaz wyjazdów za granicę.
Brat Jerzego Salmonowicza, siostrzeniec Ludwika Muzyczki, kuzyn Zofii Abramowiczówny.
Jego wspomnienie o Marku Eminowiczu znalazło się w wydanej w 2009 roku książce Lubię swoje wady. Marek Eminowicz w opowieściach na siedemdziesięciopięciolecie.
Zmarł 24 maja 2022. Został pochowany 3 czerwca 2022 w części ewangelickiej cmentarza św. Jerzego w Toruniu.

## Odznaczenia
Postanowieniem z 29 lutego 2012 prof. Stanisław Salmonowicz został przez prezydenta Bronisława Komorowskiego odznaczony Krzyżem Wolności i Solidarności, którym udekorowano go 22 marca 2012. 10 kwietnia 2014 roku został odznaczony Krzyżem Komandorskim Orderu Odrodzenia Polski. Poprzednio w 2003 otrzymał Krzyż Oficerski Orderu Odrodzenia Polski. W 2022 został doktorem honoris causa Uniwersytetu Jagiellońskiego. 

## Publikacje
- Krystian Bogumił Steiner: 1746-1814: toruński prawnik i historyk: studium z dziejów nauki prawa doby Oświecenia w Polsce (1962)
- Kraków i jego uniwersytet (1963, wspólnie z Józefem Dużykiem)
- Francja pod jakobińską gwiazdą: szkice z dziejów rewolucji francuskiej (1966)
- Prawo karne oświeconego absolutyzmu: z dziejów kodyfikacji karnych przełomu XVIII-XIX w. (1966)
- Pitaval krakowski (1968, wspólnie z Januszem Szwają i Stanisławem Waltosiem)
- Toruńskie Gimnazjum Akademickie w latach 1681–1817. Studium z dziejów nauki i oświaty (1973)
- O reglamentacji obyczajowości mieszczańskiej w Toruniu w XVI – XVIII wieku (1976)
- Obrońcy i miłośnicy języka polskiego w Toruniu XVI-XVIII w. (1979)
- Fryderyk II (1981, ISBN 83-04-00790-8)
- Powstanie warszawskie: próba uporządkowania problemów genezy i oceny ogólnej (1981, pod pseudonimem Antoni Nowosielski)
- Myśl Oświecenia w Toruniu (1982)
- Toruń w czasach baroku i oświecenia: szkice z dziejów kultury Torunia XVII-XVIII wieku (1982, ISBN 83-01-04159-5)
- Konfederacja warszawska 1573 (1985, ISBN 83-00-00995-7)
- Prusy: dzieje państwa i społeczeństwa (1987, ISBN 83-210-0714-7)
- Ludzie i dzieło Sejmu Czteroletniego (1988)
- Sylwetki spod gilotyny (1989, ISBN 83-01-09024-3)
- Ludwik Muzyczka 1900-1977: polityk i żołnierz: przyczynek do dziejów Armii Krajowej (1992, ISBN 83-900329-4-5)
- Od Prus Książęcych do Królestwa Pruskiego: studia z dziejów prusko-pomorskich (1992)
- Szkice toruńskie XVII-XVIII wieku (1992, ISBN 83-85196-34-X)
- Polacy i Niemcy wobec siebie: postawy, opinie, stereotypy (1697-1815): próba zarysu (1993)
- Wokół listu 34 (1994)
- Polskie Państwo Podziemne: z dziejów walki cywilnej 1939-45 (1994, ISBN 83-02-05500-X)
- Historia ustroju Polski (1995, wspólnie z Ryszardem Łaszewskim, ISBN 83-85709-61-4)
- Studia historycznoprawne (1995, ISBN 83-231-0680-0)
- Polityczna geneza Powstania Warszawskiego: Powstanie Warszawskie z perspektywy półwiecza, Studia i materiały z sesji naukowej na Zamku Królewskim w Warszawie, 14-15 czerwca 1994 s. 29-42, Instytut Historii PAN 1995.
- O rzemiośle recenzenta: studia z warsztatu historyka (1999, ISBN 83-86301-79-1)
- Polski wiek XX: studia i szkice (2000, ISBN 83-88500-03-1)
- Z wieku oświecenia: studia z dziejów prawa i polityki XVIII wieku (2001, ISBN 83-231-1331-9)
- Historia ustrojów państw (2001, wspólnie z Grzegorzem Górskim, ISBN 83-88296-73-6)
- Prusy Królewskie w XVII-XVIII wieku: studia z dziejów kultury (2002, ISBN 83-231-1462-5)
- Niewesołe lata 1939–1989: szkice z Polski dziejów najnowszych (2005, ISBN 83-89416-61-1)
- W staropolskim Toruniu (XVI-XVIII w.): studia i szkice (2005, ISBN 83-7285-234-0)
- Kilka minionych wieków: szkice i studia z historii ustroju Polski (2009, ISBN 978-83-242-0981-1)
- Studia z historii prawa (XVI-XX wiek) (2010, ISBN 978-83-89914-29-3)
- The Tragic Night of Occupation: On ‘Collaboration from Below’ in the General Government (1939-1945) (2013)
- Między NRD i RFN. Ze wspomnień historyka, Zapiski Historyczne, tom LXXVIII, s. 117-154 (2013)
- „Życie jak osioł ucieka…” Wspomnienia (2014, ISBN 978-83-7629-448-3)[13]
- Społeczeństwo polskie w latach 1939–1945. Uwagi o sytuacji badawczej, [w:] Kaszubi-Pomorze-Gdańsk. Księga Jubileuszowa Profesora Józefa Borzyszkowskiego z okazji 70. rocznicy urodzin, pod red. C. Obrachta-Prondzyńskiego, K. Lewalskiego, T. Rembalskiego, s. 746-757 (2016, ISBN 978-83-63368-81-4)
- Sieyès E.-J., Czym jest stan trzeci? Esej o przywilejach, z przedmową prof. dra hab. Stanisława Salmonowicza (2016, ISBN 978-83-7666-460-6)
- Les autorités de la Pologne en exil et l’état clandestin polonais, Guerres mondiales et conflits contemporains: La Pologne dans les conflits du XXe siècle. II – Deuxième Guerre mondiale et Guerre froide, t. 1, s. 27-53 (2016, ISBN 978-2-13-073389-8, ISSN 0984-2292)
- Die Evangelischen in Thorn (16.-20. Jahrhundert). Studiensammlung, unter der Red. von Jarosław Kłaczkow und Agnieszka Zielińska (2014, współautor, ISBN 978-83-7780-905-1
- Refleksje o XX wieku - epoce ludobójstwa, [w:] Wiek nienawiści: studia, pod red. E. Dmitrówa et al., s. 297-308 (2014, ISBN 978-83-7629-661-6
- Prus pierwszy wiek XIX (1806-1871), "Zapiski Historyczne" LXXX, z. 3, s. 7-28 (2015, ISSN 0044-1791)
- Historia Pomorza. T. 5, (1918-1939): Województwo pomorskie i Wolne Miasto Gdańsk. Cz. 1, Ustrój, społeczeństwo i gospodarka, pod red. S. Wierzchosławskiego i P. Olstowskiego (2015, współautor, ISBN 978-83-65127-08-2
- Od XVI do XX wieku. Studia historyczne i historycznoprawne, red. D. Janicka (2016, ISBN 978-83-231-3641-5 - oprawa miękka, ISBN 978-83-231-3669-9 - oprawa twarda)
- Status prawny Polaka pod okupacją niemiecką (1939-1945). Uwagi o potrzebie badań, "Krakowskie Studia z Historii Państwa i Prawa" z. 3, s. 345-360 (2016, ISSN 2084-4115)
- Historia prawa wobec II RP. Uwagi o stanie badań, "Studia Iuridica Toruniensia" 18, s. 9-28 (2016, ISSN 1689-5258)
- Europa 1777 r. - od humanitarnej krytyki prawa obowiązującego po budowę nowych kodeksów karnych, "Studia Iuridica Toruniensia" 20, s. 269-297 (2017, ISSN 1689-5258)
- O dziejach Wydziału Prawa UJ w dobie II RP, "Krakowskie Studia z Historii Państwa i Prawa" z. 2, s. 137-149 (2017, ISSN 2084-4115)
- Polnische Preussen oder Westpreussen. Ausgewählte Studien (2018, ISBN 978-83-65826-14-5
- Ludwik Muzyczka "Benedykt" (1900-1977). Materiały historyczne do dziejów Komendy Głównej Armii Krajowej, pod red. nauk. M. J. Mazurkiewicza (2018, ISBN 978-83-8098-533-9